# Katayama Tokuma

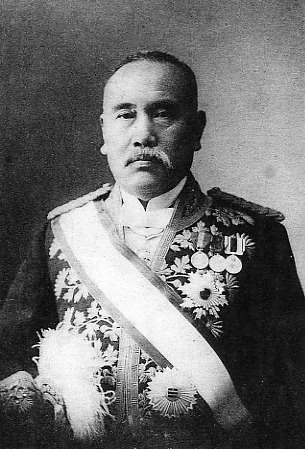
Katayama Tokuma (1915)

Katayama Tokuma (1854-1917) foi um arquiteto japonês. Ele projetou o Museu Nacional de Nara (1894), o Museu Nacional de Kyoto (1908) e o Museu Nacional de Tóquio (1909), todos em um estilo neo-clássico. Tokuma também foi o arquiteto do Palácio Akasaka, construído entre 1903 e 1909, que foi influenciado pelos trabalhos de Karl von Hasenauer e de Gottfried Semper em Viena e pelo Louvre, em Paris.